# Leichtathletik-Europameisterschaften 1998/200 m der Frauen

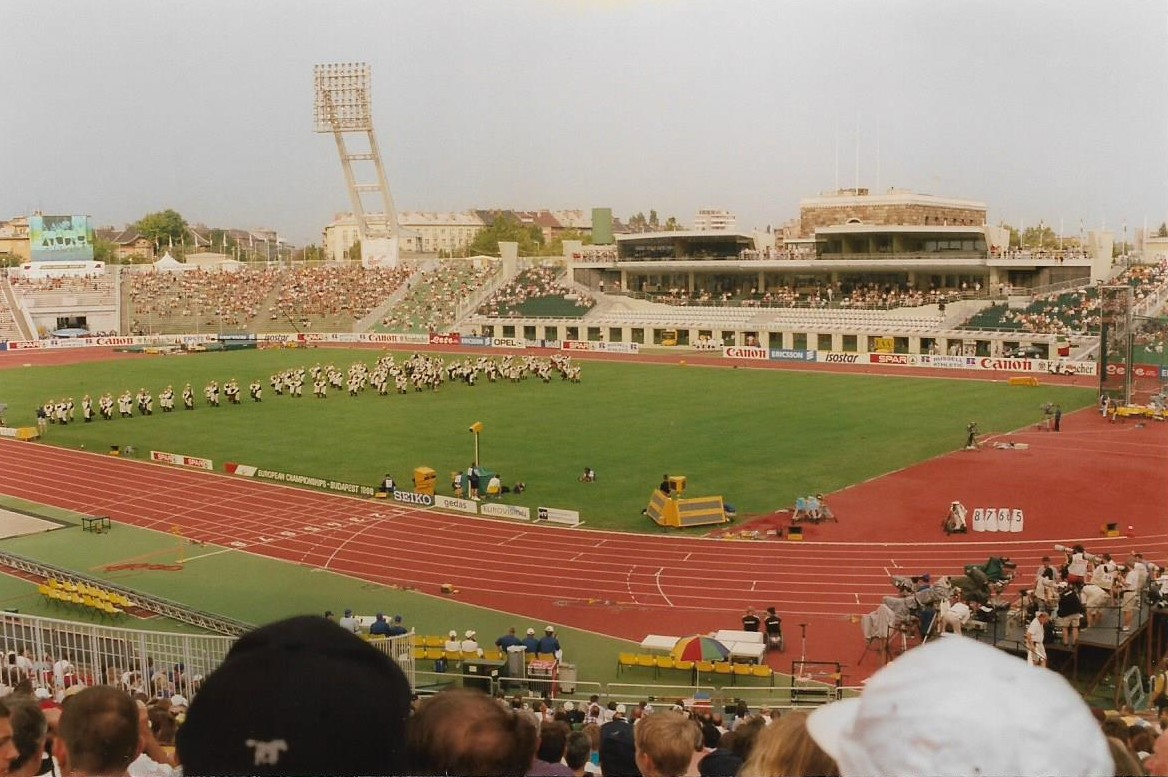
Das Népstadion von Budapest im Jahr 1998

Der 200-Meter-Lauf der Frauen bei den Leichtathletik-Europameisterschaften 1998 wurde am 20. und 21. August 1998 im Népstadion der ungarischen Hauptstadt Budapest ausgetragen.
Europameisterin wurde die russische Titelverteidigerin und Vizeweltmeisterin von 1997 Irina Priwalowa, die zwei Tage zuvor den zweiten Rang über 100 Meter belegt hatte. Sie gewann vor der amtierenden Weltmeisterin Schanna Pintussewytsch aus der Ukraine. Bronze ging an die Deutsche Melanie Paschke.

## Bestehende Rekorde
| Weltrekord           | 21,34 s | Florence Griffith-Joyner | OS Seoul, Südkorea                                        | 29. September 1988 |
| Europarekord         | 21,71 s | Marita Koch              | Karl-Marx-Stadt (heute Chemnitz), DDR (heute Deutschland) | 10. Juni 1979      |
| Europarekord         | 21,71 s | Marita Koch              | Potsdam, DDR (heute Deutschland)                          | 21. Juli 1984      |
| Europarekord         | 21,71 s | Heike Drechsler          | Jena, DDR (heute Deutschland)                             | 29. Juni 1986      |
| Europarekord         | 21,71 s | Heike Drechsler          | EM Stuttgart, BR Deutschland                              | 9. August 1986     |
| Meisterschaftsrekord | 21,71 s | Heike Drechsler          | EM Stuttgart, BR Deutschland                              | 9. August 1986     |

In fast allen Rennen hatten die Sprinterinnen mit teilweise deutlichen Gegenwinden zu kämpfen, sodass der bestehende EM-Rekord bei diesen Europameisterschaften nicht erreicht wurde. Die schnellste Zeit erzielte die russische Europameisterin Irina Priwalowa im Finale mit 22,62 s nei einem Gegenwind von 0,7 m/s, womit sie 91 Hundertstelsekunden über dem Rekord, gleichzeitig Europarekord, blieb. Zum Weltrekord fehlten ihr 1,28 s.

## Vorrunde
20. August 1998
Die Vorrunde wurde in vier Läufen durchgeführt. Die ersten drei Athletinnen pro Lauf – hellblau unterlegt – sowie die darüber hinaus vier zeitschnellsten Läuferinnen – hellgrün unterlegt – qualifizierten sich für das Halbfinale.

### Vorlauf 1

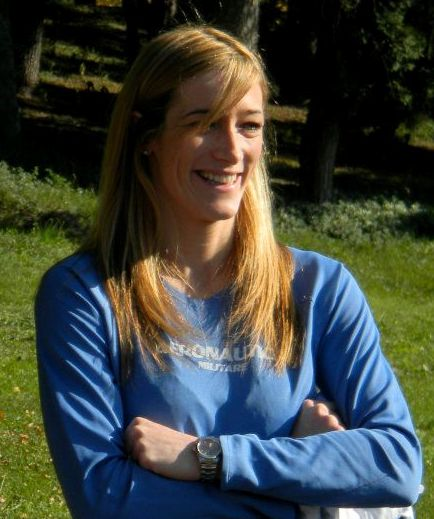
Als Fünfte ihres Vorlaufs schied Manuela Levorato aus
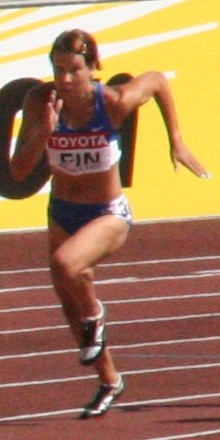
Johanna Manninen konnte sich als Sechste des ersten Vorlaufs nicht für das Halbfinale qualifizieren

Wind: −2,4 m/s
| Platz | Name             | Nation         | Zeit (s) |
| ----- | ---------------- | -------------- | -------- |
| 1     | Natalja Woronowa | Russland       | 23,32    |
| 2     | Sabrina Mulrain  | Deutschland    | 23,53    |
| 3     | Erika Suchovská  | Tschechien     | 23,56    |
| 4     | Delphine Combe   | Frankreich     | 23,82    |
| 5     | Manuela Levorato | Italien        | 24,01    |
| 6     | Johanna Manninen | Finnland       | 24,10    |
| 7     | Sarah Wilhelmy   | Großbritannien | 24,11    |
| 8     | Tamara Shanidze  | Georgien       | 24,91    |

### Vorlauf 2
Wind: −1,7 m/s
| Platz | Name                   | Nation         | Zeit (s) |
| ----- | ---------------------- | -------------- | -------- |
| 1     | Schanna Pintussewytsch | Ukraine        | 23,02    |
| 2     | Katharine Merry        | Großbritannien | 23,23    |
| 3     | Lucrécia Jardim        | Portugal       | 23,24    |
| 4     | Gabi Rockmeier         | Deutschland    | 23,29    |
| 5     | Monika Gatschewska     | Bulgarien      | 23,50    |
| 6     | Natallja Salahub       | Belarus        | 23,54    |
| 7     | Hana Benešová          | Tschechien     | 24,04    |
| 8     | Rahela Markt           | Kroatien       | 24,77    |

### Vorlauf 3
Wind: −1,3 m/s
| Platz | Name                  | Nation         | Zeit (s) |
| ----- | --------------------- | -------------- | -------- |
| 1     | Natallja Safronnikawa | Belarus        | 23,29    |
| 2     | Irina Priwalowa       | Russland       | 23,34    |
| 3     | Melanie Paschke       | Deutschland    | 23,43    |
| 4     | Kinga Leszczynska     | Polen          | 23,59    |
| 5     | Katia Benth           | Frankreich     | 23,69    |
| 6     | Pavlína Vostatková    | Tschechien     | 23,98    |
| 7     | Vukosava Djapić       | BR Jugoslawien | 24,33    |
| 8     | Enikő Szabó           | Ungarn         | 24,39    |

### Vorlauf 4
Wind: −0,8 m/s
| Platz | Name                   | Nation       | Zeit (s) |
| ----- | ---------------------- | ------------ | -------- |
| 1     | Nora Ivanova           | Bulgarien    | 22,91    |
| 2     | Swetlana Gontscharenko | Russland     | 23,06    |
| 3     | Katerína Kóffa         | Griechenland | 23,24    |
| 4     | Kim Gevaert            | Belgien      | 23,27    |
| 5     | Alenka Bikar           | Slowenien    | 23,32    |
| 6     | Fabé Dia               | Frankreich   | 23,43    |
| 7     | Tetjana Bonenko        | Ukraine      | 23,51    |
| 8     | Sanna Kyllönen         | Finnland     | 23,70    |

## Halbfinale
21. August 1998
Aus den beiden Halbfinalläufen qualifizierten sich die jeweils ersten vier Athletinnen – hellblau unterlegt – für das Finale.

### Lauf 1

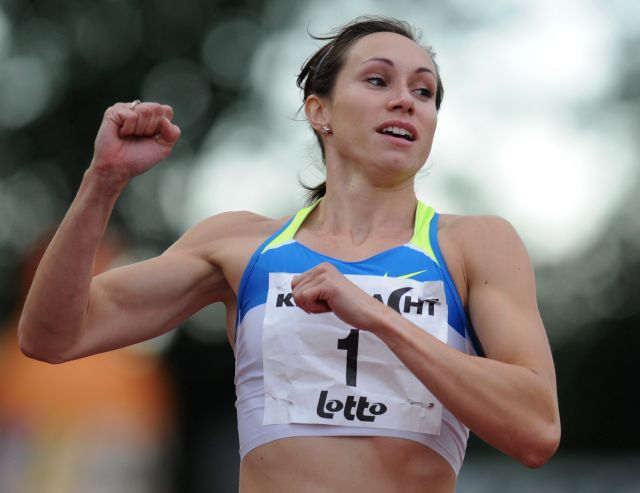
Kim Gevaert – über 100 Meter war sie im Vorlauf ausgeschieden, hier erreichte sie das Halbfinale

Wind: −1,5 m/s
| Platz | Name                   | Nation      | Zeit (s) |
| ----- | ---------------------- | ----------- | -------- |
| 1     | Natalja Woronowa       | Russland    | 23,09    |
| 2     | Nora Ivanova           | Bulgarien   | 23,26    |
| 3     | Sabrina Mulrain        | Deutschland | 23,39    |
| 4     | Erika Suchovská        | Tschechien  | 23,43    |
| 5     | Swetlana Gontscharenko | Russland    | 23,44    |
| 6     | Lucrécia Jardim        | Portugal    | 23,47    |
| 7     | Fabé Dia               | Frankreich  | 23,66    |
| 8     | Kim Gevaert            | Belgien     | 23,74    |

### Lauf 2

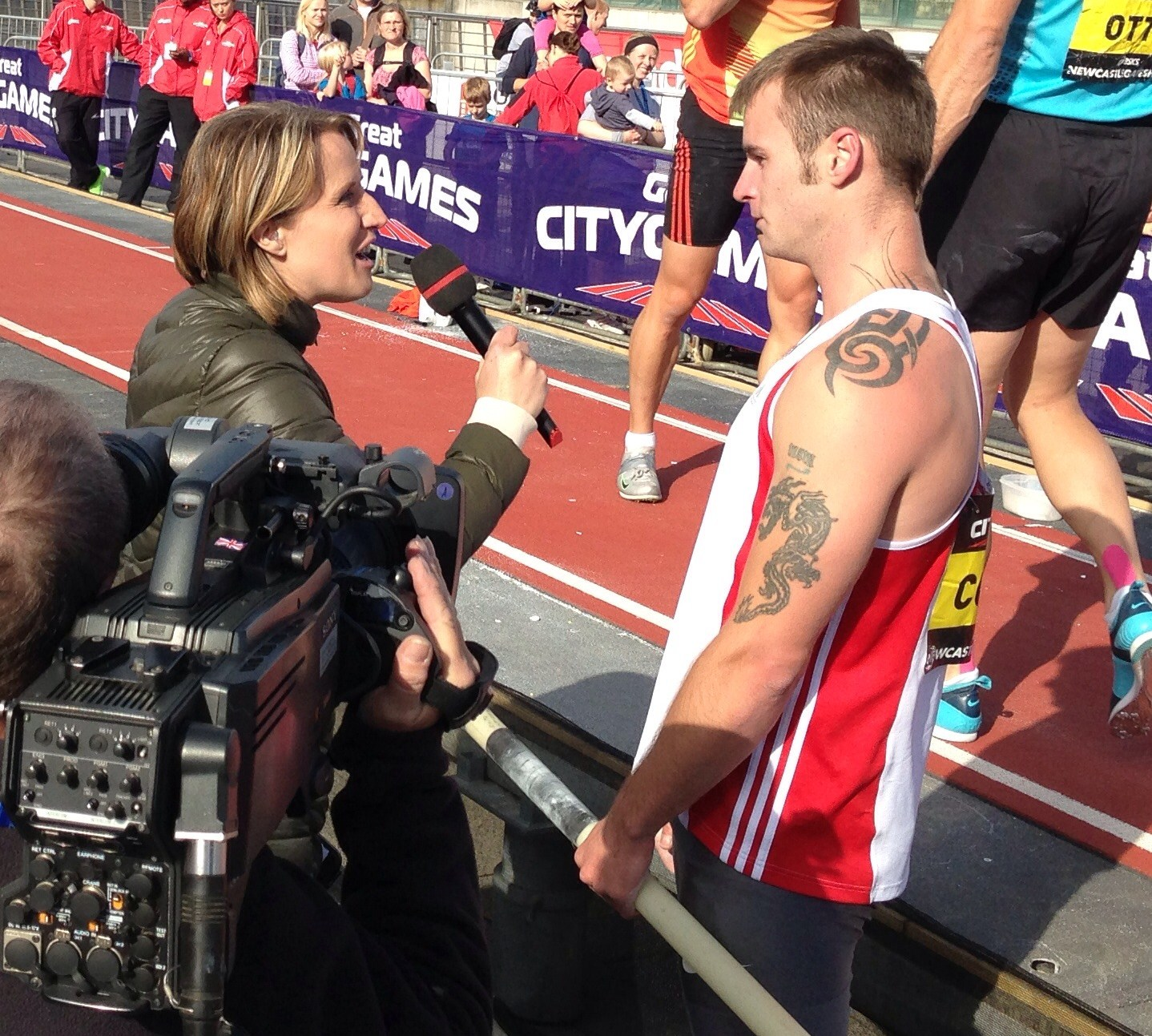
Katharine Merry (hier als Reporterin im Jahr 2013) verpasste das Finale um einen Rang
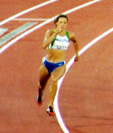
Alenka Bikar wurde Sechste im zweiten Halbfinale und schied damit aus

Wind: −1,1 m/s
| Platz | Name                   | Nation         | Zeit (s) |
| ----- | ---------------------- | -------------- | -------- |
| 1     | Schanna Pintussewytsch | Ukraine        | 22,92    |
| 2     | Irina Priwalowa        | Russland       | 23,02    |
| 3     | Melanie Paschke        | Deutschland    | 23,14    |
| 4     | Gabi Rockmeier         | Deutschland    | 23,36    |
| 5     | Katharine Merry        | Großbritannien | 23,38    |
| 6     | Alenka Bikar           | Slowenien      | 23,42    |
| 7     | Natallja Safronnikawa  | Belarus        | 23,60    |
| 8     | Katerína Kóffa         | Griechenland   | 23,68    |

## Finale

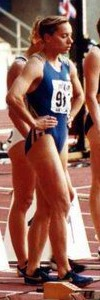
Vizeeuropameisterin Schanna Pintussewytsch

21. August 1998
Wind: −0,7 m/s
| Platz | Name                   | Nation      | Zeit (s) |
| ----- | ---------------------- | ----------- | -------- |
| 1     | Irina Priwalowa        | Russland    | 22,62    |
| 2     | Schanna Pintussewytsch | Ukraine     | 22,74    |
| 3     | Melanie Paschke        | Deutschland | 22,78    |
| 4     | Natalja Woronowa       | Russland    | 22,80    |
| 5     | Nora Ivanova           | Bulgarien   | 23,02    |
| 6     | Sabrina Mulrain        | Deutschland | 23,04    |
| 7     | Gabi Rockmeier         | Deutschland | 23,08    |
| 8     | Erika Suchovská        | Tschechien  | 23,18    |

## Videolink
- Women's 200m Final European Champs 1998, youtube.com, abgerufen am 10. Januar 2023